# Francis Heaulme
Francis Heaulme (Metz, 25 de febrer de 1959) és un assassí en sèrie francès, sobrenomenat "Routard du crime" (en català, rodamón del crim).
Va ser detingut l'any 1992 i declarat culpable d'onze homicidis en almenys nou afers criminals a França.

## Biografia
Francis Heaulme va créixer a Briey, a Meurthe i Mosel·la, França. El seu pare Marcel era un electricista alcohòlic que es mostrava violent amb tots els membres de la llar, però especialment amb Francis. El nen adorava la seva mare Nicole i s'enténia molt bé amb la seva germana Christine, sis anys més jove.
Heaulme té síndrome de Klinefelter i el seu coeficient intel·lectual es trobava per sota de la mitjana. Per la seva aparença, el seu pare se'n burlava, li pegava i el tancava al celler.
A l'adolescència, caigué en l'alcoholisme i en un desequilibri emocional que l'empeny a enterrar animals vius o sovint a tallar-se el cos amb fragments d'una ampolla. Després de no fer el servei militar a causa dels seus trastorns psiquiàtrics, va descobrir als vint anys una passió per la bicicleta. No ha conduït mai un cotxe.
La seva mare morí de càncer el 16 d'octubre de 1984. Heaulme quedà devastat i va intentar treure's la vida diverses vegades. La mort de la seva mare va tenir lloc el mateix dia que la del petit Grégory Villemin, protagonista d'un dels casos més mediàtics de la història de França.

## Historial criminal
Ell comet el seu primer assassinat el 5 de novembre de 1984, tres setmanes després de la mort de la seva mare.
Amb l'ajuda de Joseph Molins, mata Lyonnelle Gineste, una aprenent de xef de pastisseria de disset anys, perquè "tenia pinta de puta amb aquelles malles negres".
El seu pare canvia de parella i la seva germana es casa. Francis perd la seva feina de paleta a causa del seu alcoholisme. El 1986, va a viure amb la seva àvia a Vaux, a prop de Montigny-lès-Metz, on dos nens són assassinats el 28 de setembre del mateix any . Heaulme treballa per a l'empresa CTBE a tan sols 400 metres del lloc dels fets. Aquell dia, només va confessar haver vist aquests nens quan li van tirar pedres mentre ell anava en bici, i després haver-los vist ja morts. A més, també va descriure molt bé el l'escena del crim.
Aquest cas, que no va ser aclarit durant trenta-un anys, constitueix el seu segon acte (són assassinats amb pedres, una de les tècniques de Heaulme). Patrick Dils, que va confessar falsament el crim que no havia fet, va ser empresonat durant quinze anys abans de ser absolt d'aquest doble assassinat.
El desembre de 1986, amb dos amics del centre de desintoxicació de Maizeroy, un poblet a prop de Metz, mata Annick Maurice.
L'any 1987, comença a desplaçar-se per carretera, s'aïlla i travessa França a peu, fent autostop o amb tren (sense comprar bitllet), allotjant-se a les cases d'acollida (algunes dels col·lectius d'Emaús) i institucions psiquiàtriques o de desintoxicació. Gasta tots els diners que té en l'alcohol, a vegades barrejant-lo amb tranquil·litzants i, de tant en tant, troba petites feines com a venedor de ferralla o com a paleta. L'any 1989, va d'una casa d'acollida a una altra, a diverses ciutats (Brest, Quimperlé i Metz).
Passa, durant vuit anys, per trenta-set departaments francesos i, com que no sap conduir, diverses vegades necessita còmplices per als seus crims (entre els quals el cosí d'una de les víctimes). Els còmplices violaven la víctima i ell, sempre portant la iniciativa, la matava.
Després de l'assassinat d'Aline Pérès, una cuidadora, el 14 de maig de 1989 a la platja de Moulin-Blanc, a Relecq-Kerhuon, a prop de Brest, el gendarme Jean-François Abgrall, de la secció d'investigació de Rennes, s'encarrega de la investigació. Abgrall fa les seves investigacions que el condueixen a Francis Heaulme, amb qui aconsegueix posar-se en contacte. "Quant menys li preguntes, més coses et diu", assegurava el gendarme.
Mentre Abgrall investiga, Heaulme comet altres assassinats. La seva última víctima coneguda és Jean Rémy, un pensionista trobat a Boulogne-sur-Mer el 5 de gener de 1992.

### Detenció
És detingut el 7 de gener de 1992 a Bischwiller, a Alsàcia, i confessa l'assassinat de l'auxiliar d'infermeria de Brest i, mentre està a l'espera de comparèixer davant del magistrat instructor, també el de Jean-Joseph Clément, a prop d'Avinyó el 7 d'agost de 1989.
Els investigadors tenen una gran dificultat per confirmar els altres delictes perquè els fets es cometen sense cap motiu aparent i es tracta d'una persona molt bellugadissa. A més, la negligència, les mancances i la mala coordinació dels diversos serveis d'investigació locals no ajuden. En última instància, Abgrall és qui reconstrueix el fil dels assassinats segons els moviments de Heaulme i, centralitzant les diverses investigacions, obté gradualment una sèrie de confessions més o menys explícites, però en termes confosos i codificats, perquè Heaulme parla d'uns quinze "embolics".
Francis Heaulme narra amb una precisió increïble i fins i tot dibuixa, abans de retractar-se'n, escenes d'assassinat, però dient que les va veure en un somni, sense dir explícitament que hi participés. Per exemple, imita com matar un sentinella sostenint-li el cap fermament amb una mà i tallant-li artèria caròtida amb l'altra. Segons Abgrall, "no s'ho inventa, però barreja voluntàriament els diversos assassinats".
L'any 1993, es va crear un grup especial de la gendarmeria sota la direcció d'Abgrall per desxifrar el recorregut de les peregrinacions criminals de Heaulme, els seus records i les seves confessions confuses.
Després del de la auxiliar l'any 1994, s'asseu al banc dels acusats en diversos judicis. És condemnat per un total d'11 assassinats fins al 2014, quan es reobre el cas de l'assassinat de dos nens a Montigny-lès-Metz, que s'havia imputat falsament a Patrick Dils. Francis Heaulme és jutjat de nou sobre aquest afer l'any 2017. Tot i reclamar la seva innocència, Heaulme és condemnat el 17 de maig de 2017 a la perpetuïtat per aquests crims Aquesta condemna és ferma el 21 de desembre de 2018 a Versailles.
Actualment es troba a la Ensisheim, a l'Alt Rin, a una presó especialitzada en detinguts de llarga pena, dels quals el 30% són presos condemnats a la reclusió perpètua.

## Llista de les víctimes conegudes
| Data de descoberta     | Data dels fets         | Nom                | Edat | Lloc dels fets                    | Còmplice         |
| ---------------------- | ---------------------- | ------------------ | ---- | --------------------------------- | ---------------- |
| 6 de novembre de 1984  | 5 de novembre de 1984  | Lyonelle Gineste   | 17   | Montauville                       | Joseph Molins    |
| 28 de setembre de 1986 | 28 de setembre de 1986 | Cyril Beining      | 8    | Montigny-lès-Metz                 | -                |
| 28 de setembre de 1986 | 28 de setembre de 1986 | Alexandre Beckrich | 8    | Montigny-lès-Metz                 | -                |
| 27 d'abril de 1987     | 29 de desembre de 1986 | Annick Maurice     | 26   | Ogy                               | Philippe Élivon  |
| 22 de juny de 1988     | 22 de juny de 1988     | Georgette Manesse  | 86   | Charleville-Mézières              | -                |
| 22 de juny de 1988     | 22 de juny de 1988     | Ghislaine Ponsard  | 61   | Charleville-Mézières              | -                |
| 22 d'abril de 1989     | 5 d'abril de 1989      | Joris Viville      | 9    | Port-Grimaud, municipi de Grimaud | ?                |
| 14 de maig de 1989     | 14 de maig de 1989     | Aline Pérès        | 49   | El Relecq-Kerhuon                 | -                |
| 19 de juliol de 1989   | 18 de juliol de 1989   | Sylvie Rossi       | 30   | Villers-Allerand                  | -                |
| 8 de maig de 1991      | 7 de maig de 1991      | Laurence Guillaume | 14   | a prop de Metz                    | Michel Guillaume |
| 5 de gener de 1992     | 5 de gener de 1992     | Jean Rémy          | 65   | Boulogne-sobre-Mar                | -                |